# Битва на річці Сутінь
Битва на річці Сутінь — битва між об'єднаним військом руських князівств та половцями, яка відбулась 4 квітня 1103 року в районі річки Сутінь, на території сучасної Запорізької області України.

## Передісторія
З кінця ХІ ст. посилюється половецький тиск на руські землі. У 1092 р., згідно з літописом, половці захопили 3 міста (Прилук, Пісочин та Переволоку) та спалили багато сіл по обидві сторони Дніпра. У 1093 р. розбили об'єднані руські дружини в битві на річці Стугні, а потім дружину Святополка Ізяславича на річці Желні. В 1095—1096 рр. половці здійснюють набіги на територію Переяславського та Київського князівств. Біля Переяслава руським дружинам вдається знищити 2 половецькі загони, а потім розбити військо Тугорхана. Після Любецького з'їзду руські князі вирішили перенести удар в степ, тим паче, що вже був досвід успішних походів у Степ (похід на половецькі вежі до Голтова 1095 р.).
Проте виступити в похід вдалося лише в 1103 р. До складу руського війська ввійшли дружини київського князя Святополка Ізяславича, переяславського — Володимира Мономаха та чернігівського — Давида Святославича, а також ополчення згаданих князівств, оскільки літописець зазначає, що спочатку Святополк не хотів залучати смердів до походу, бо починалися весняно-польові роботи. Окрім зазначених князів, разом зі своїми загонами вирушили князі Давид Всеславич, Мстислав Всеволодович, Вячеслав Ярополкович та Ярополк Володимирович. Олег Святославич, князь сіверський, від участі у поході відмовився.
Чисельність війська руських князівств невідома, але ймовірно, що вона, як на той час, була значною (від 10 до 30 тис.). Це був найбільший похід на половців від часу їхньої появи на Русі.

## Похід
Точний маршрут походу руського війська невідомий (піхота рухалася на човнах по Дніпру, а кіннота рушила степом з Мономахом). Відомо, що 31 березня 1103 р. руське військо зібралося в урочищі Протолчах та на острові Хортиця і виступило в похід до половецьких кочовищ. На 4-й день (4 квітня) походу від Хортиці та урочища Протолчах, перейшовши убрід Кінську, руське військо зустріло половецькі загони поблизу річки Сутінь.
Половці, дізнавшись про похід, сперечалися поміж собою: варто вести перемовини чи виступити збройно. За перший варіант виступав Урусоба, проте переміг другий з прихильниками на чолі з Алтунопою.

## Перебіг битви
На початку баталії руському авангарду вдалося повністю знищити половецький передовий загін разом з Алтунопою. Потім, за словами літописця, «..пішли полки половецькі, як бори..». На жаль, ніяких подробиць битви невідомо, за винятком «божої допомоги» руським князям. Ймовірно, що половці не витримали навальної атаки руської кінноти і почали відступ, який перетворився на втечу.
Втрати половців були величезними. Загинуло 20 ханів (Урособа, Кочій, Яросланопа, Кітанопа, Куман, Асуп, Куртк, Ченегреп, Сурбарь та Алтунопа та інші).
До полону потрапив хан Белдузь, який хотів дати за себе викуп («… і став Бельдузь давати за себе золото, і срібло, і коні, і скот.»). Але за наказом Володимира Мономаха хана було розсічено мечами:
У полон потрапили не лише половці, але й « …і захопили печенігів і торків..». Серед трофеїв згадуються не лише велика рогата худоба, вівці, коні, але й верблюди.

## Наслідки битви
Це був перший відчутний удар по половцях, які втратили мобільність, оскільки мали захищати свої сім'ї. Однак, це не зменшило половецької діяльності, про що свідчать половецькі походи на Русь в 1105, 1106, 1107, 1109, 1111 та 1113 роках.
Одним із вагомих наслідків походу стало відновлення частково знищеної наприкінці ХІ ст. пороської (по річці Рось) лінії оборони: за наказом Святополка було відбудовано місто Юр'їв (сучасна Біла Церква), що було раніше спалене половцями (відбудова почалася 18 квітня, тобто через 2 тижні після переможної битви).
Похід 1103 р. знаменував цілу низку наступних вдалих походів на територію Дикого Поля (1109, 1111 та 1116 рр.).

## Питання Урусоби
Залишається дискусійним питання з приводу загибелі в бою хана Урусоби, бо в «Повчанні» Володимир Мономах під 1108 (чи 1109) роком згадує похід проти Уруби (якого ототожнють з Урусобою).